# Manekia urbanii
Manekia urbanii är en pepparväxtart som beskrevs av William Trelease. Manekia urbanii ingår i släktet Manekia och familjen pepparväxter. Inga underarter finns listade i Catalogue of Life.